# برانغي (تشكدان)
برانغي (بالفارسية: پرانگی) هي قرية تقع في إيران في هرمزغان. يقدر عدد سكانها بـ 135 نسمة بحسب إحصاء 2016.